# Federale gebieden
De Federale gebieden (Spaans: Dependencias Federales) van Venezuela omvatten vrijwel alle Venezolaanse eilanden in de Caribische Zee en de Golf van Venezuela die niet nabij de kust liggen. Deze eilanden, met een totale oppervlakte van 120 km², zijn dunbevolkt: volgens officiële bronnen leven er slechts 2.155 mensen (2011) permanent; zij worden in het visseizoen aangevuld door zo'n honderd vissers van Isla Margarita. De lokale overheid staat onder leiding van de burgemeester van Caracas.
De Federale gebieden moeten niet verward worden met het eveneens federale Hoofdstedelijk District of de eilandstaat Nueva Esparta (waar Isla Margarita deel van uitmaakt).

## Geografie
De Federale gebieden bestaan uit zo'n zeshonderd eilanden, waarvan er vele slechts simpele rotsen zijn, kleiner dan 1 hectare. Het grootste eiland, La Tortuga, neemt bijna de helft van de oppervlakte van het territorium in.

### Belangrijkste eilanden en archipels
| Detailkaart |
| ----------- |
|             |

| Nr. | Eiland/Archipel        | Inwoners | Oppervlakte | Coördinaten            |
| --- | ---------------------- | -------- | ----------- | ---------------------- |
| 1   | Islas Los Monjes       | -        | 0,20 km²    | 12° 22′ NB, 70° 54′ WL |
| 2   | La Tortuga             | -        | 156,50 km²  | 10° 55′ NB, 65° 18′ WL |
| 3   | Isla la Sola           | -        | 0,00 km²    | 11° 18′ NB, 63° 34′ WL |
| 4   | Islas Los Testigos     | 197      | 6,53 km²    | 11° 22′ NB, 63° 6′ WL  |
| 5   | Islas Los Frailes      | -        | 1,92 km²    | 11° 12′ NB, 63° 44′ WL |
| 6   | Isla de Patos          | -        | 0,60 km²    | 10° 38′ NB, 61° 52′ WL |
| 7   | Islas Los Roques       | 1.300    | 40,61 km²   | 11° 51′ NB, 66° 45′ WL |
| 8   | Blanquilla             | -        | 64,53 km²   | 11° 50′ NB, 64° 35′ WL |
| 9   | Islas Los Hermanos     | -        | 2,14 km²    | 11° 45′ NB, 64° 25′ WL |
| 10  | La Orchila             | -        | 40,00 km²   | 11° 47′ NB, 66° 10′ WL |
| 11  | Islas Las Aves         | -        | 3,35 km²    | 12° 0′ NB, 67° 40′ WL  |
| 12  | Isla de Aves (Noorden) | -        | 0,05 km²    | 15° 40′ NB, 63° 37′ WL |